# Plastificació
|  | No s'ha de confondre amb Laminació. |

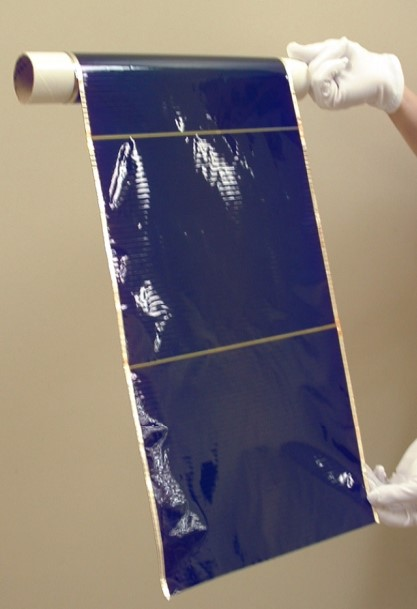
Una cèl·lula solar de pel·lícula fina flexible "plastificada" per a un ús aeroespacial (2007)

La plastificació és la tècnica o procés de fabricació d'un material mitjançant l'aplicació d'una o més capes de plàstic, amb l'objectiu que el material resultant adquireixi propietats millorades com ara una major resistència, estabilitat, aïllament (ja sigui sonor o elèctric), una aparença renovada o altres característiques desitjades. Un objecte plastificat ha estat recobert amb capes d'aquests elements plàstics, utilitzant mètodes com calor, pressió, soldadura o adhesius. S'utilitzen diverses màquines de recobriment, premses i equips de calandrat.

## Plastificació vs. laminació plàstica
La traducció del terme anglès "lamination" pot ser un fals amic, ja que té dos matisos diferents: "plastificació" i "laminació plàstica". El terme "plastificació" és un terme molt precís i directament aplicable a les seccions que tracten sobre paper, sobre tèxtils i sobre microelectrònica, així com a les seccions que tracten sobre les plastificadores i pel·lícules utilitzades en aquests processos basats en plàstic. Per al vidre, la fusta i el metall, sol ser més apropiat el terme més ampli de "laminació plàstica", ja que les capes intermèdies o els materials units no es consideren "plàstics" en el sentit indicat generalment amb el terme "plastificació".

## Plastificació

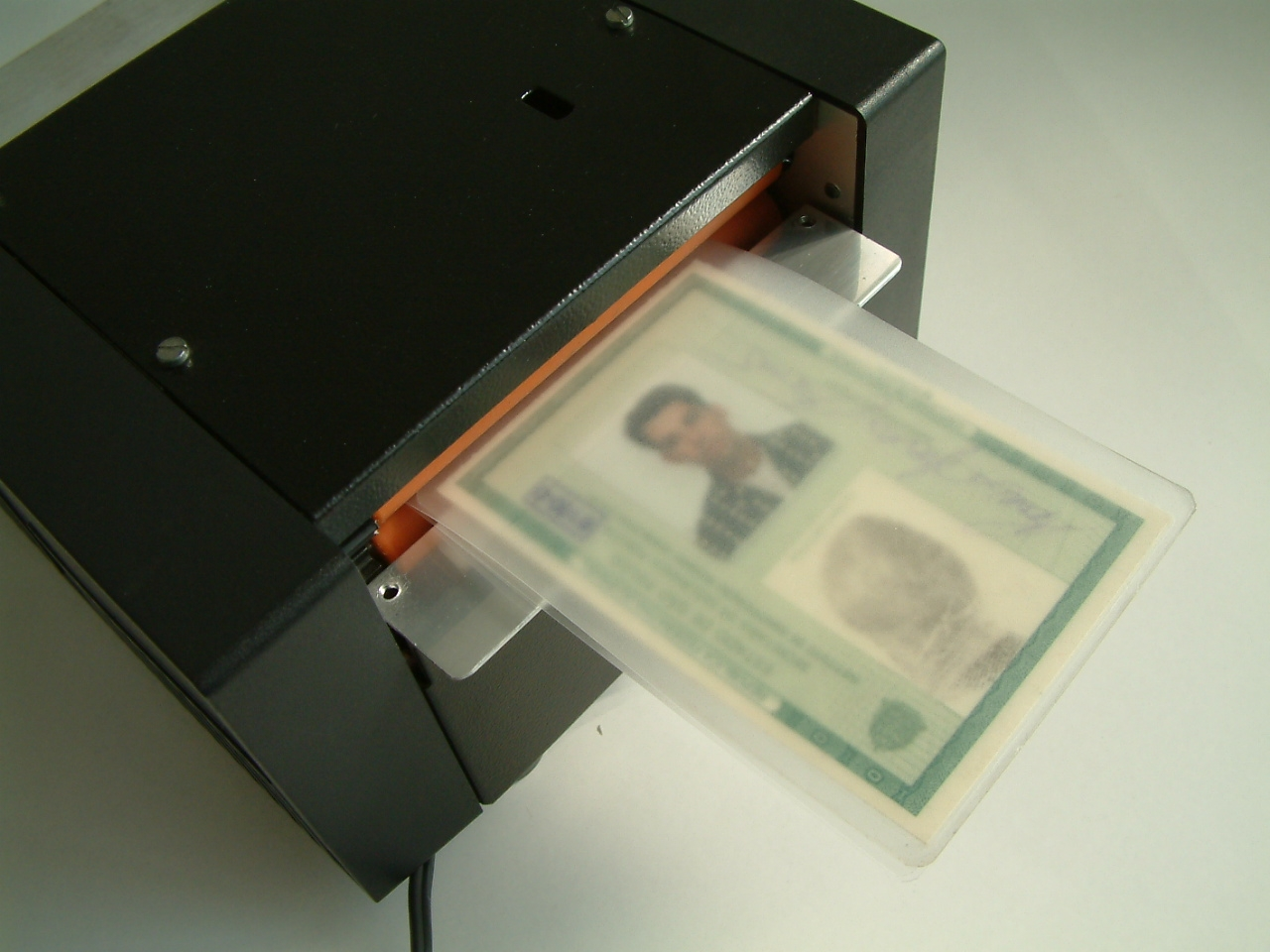
Un carnet de paper preparat per a ser plastificat

La plastificació es pot aplicar a tèxtils,  o altres materials. Plastificar el paper amb fulls de plàstic el fa resistent, impermeable i inesborrable.  La plastificació de components electrònics pot proporcionar aïllament elèctric i altres beneficis.
Hi ha diferents processos de plastificació, depenent principalment del tipus de materials a plastificar. Els materials utilitzats en els plastificats poden ser idèntics o diferents, depenent de l'objecte a plastificar, el procés i les propietats desitjades.

### Tèxtil
Els teixits plastificats s'utilitzen àmpliament en diferents camps de l'activitat humana, incloent-hi la medicina i el militar.  Els teixits (orgànics i inorgànics) solen estar plastificats amb diferents polímers químics per donar-los propietats útils com ara resistència química, a la pols, al greix, fotoluminescència (brillantor i altres efectes de llum, per exemple, en roba d'alta visibilitat ), resistència a l'esquinçament, rigidesa, gruix i resistència al vent.  Els teixits recoberts es poden considerar com un subtipus de teixits plastificats.  Els tèxtils no teixits (per exemple, fibra de vidre) també solen estar plastificats. Segons una font del 2002, la indústria dels tèxtils no teixits era el major consumidor individual de diferents resines aglutinants de polímers.
Els materials utilitzats en la producció de teixits recoberts i plastificats generalment se sotmeten a tractament tèrmic.   Els termoplàstics i els plàstics termoestables (per exemple, els polímers de formaldehid ) s'utilitzen igualment en la indústria tèxtil de plastificació i recobriment. El 2002, els materials principals utilitzats incloïen acetat de polivinil, resina acrílica, clorur de polivinil (PVC), poliuretans i cautxús naturals i sintètics. També es feien servir copolímers i terpolímers.
Les pel·lícules primes de plàstic també s'utilitzen àmpliament. Els materials variaven des del polietilè i el PVC fins al kapton segons l'aplicació. En la indústria de l'automoció, per exemple, les mescles de PVC/ acrilonitrilbutadiè-estirè (ABS) s'apliquen sovint per a interiors plastificant-les sobre una escuma de poliuretà per donar-los propietats suaus al tacte. S'han utilitzat pel·lícules especials en roba de protecció, per exemple, politetrafluoroetilè (PTFE), poliuretà, etc.

### Paper

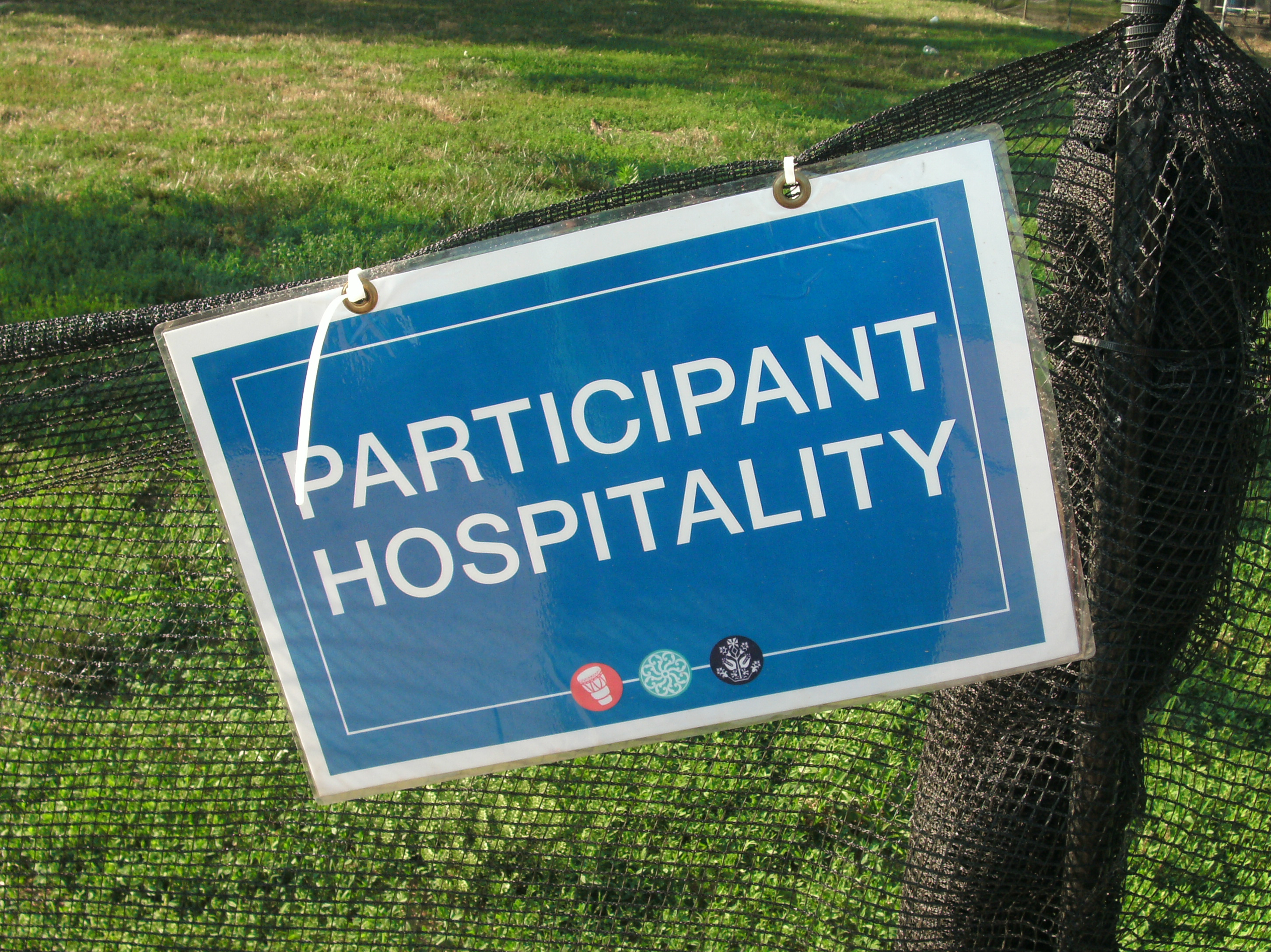
Un rètol de paper plastificat per poder-lo penjar a l'exterior

Plastificar productes de paper, com ara fotografies, pot evitar que s'arruguin, s'esvaeixin, es facin malbé amb l'aigua, es taquin, s'abrasin o es marquin amb greix o empremtes dactilars. Les targetes d'identificació amb foto i les targetes de crèdit gairebé sempre estan plastificades amb film plàstic. Les caixes i altres contenidors es poden plastificar mitjançant capes de segellat tèrmic, recobriments d'extrusió, adhesius sensibles a la pressió, recobriments UV, etc.
La plastificació també s'utilitza en escultura amb fusta o resina. Un exemple d'artista que va utilitzar la plastificació en la seva obra és l'estatunidenc Floyd Shaman.
Els plastificats es poden utilitzar per afegir propietats a una superfície, generalment paper imprès, que d'altra manera no les tindrien, com ara amb l'ús de paper plastificat. Les làmines de vinil impregnades amb material ferromagnètic poden permetre que les imatges impreses portàtils s'uneixin a imants, com ara per a un tauler d'anuncis personalitzat o una presentació visual. Les làmines de plàstic amb una superfície especial es poden plastificar sobre una imatge impresa per permetre que s'hi pugui escriure amb seguretat, com ara amb retoladors esborrables en sec. Múltiples imatges impreses translúcides es poden plastificar en capes per aconseguir certs efectes visuals o per contenir imatges hologràfiques. Les impremtes que fan plastificació comercial tenen a mà una varietat de plastificats, ja que el procés per unir diferents tipus és generalment similar quan es treballa amb materials prims en taulers de partícules o fibra, donant una superfície atractiva i resistent per al seu ús com a mobles, panells decoratius i paviments.
Els papers plastificats també s'utilitzen en els embalatges . Per exemple, les caixes de sucs es fabriquen amb cartró per a envasos de líquids, que normalment consta de sis capes de paper, polietilè i paper d'alumini. El s'utilitza paper plastificat per donar forma al producte i donar a la caixa de sucs una font addicional de resistència.
La base és sovint de taulers de partícules o de fibra, i després algunes capes de paper kraft absorbent. Les últimes capes són un paper decoratiu cobert amb una capa superior . El paper plastificat està recobert amb una resina inert, sovint meplastifica, que es cura per formar un compost dur amb l'estructura del paper. Els plastificats també poden tenir un folre a la part posterior del kraft de plastificació per compensar la tensió creada per la plastificació de la part superior. Els taulers de partícules més barats poden tenir només un revestiment de kraft plastificat per donar a la superfície resistència al desgast i que es pugui rentar amb facilitat.
El paper decoratiu també es pot processar sota calor i baixa/alta pressió per crear una làmina  de meplastifica, que té diverses aplicacions. El paper kraft absorbent és un paper kraft normal amb absorbència controlada, la qual cosa significa un alt grau de porositat . Està fet de fusta kraft de baixa densitat amb bona uniformitat . El gramatge és de 80 a 120 g/ m² i normalment s'utilitzen de 2 a 4 capes. El paper decoratiu és el més crític dels papers plastificats, ja que dóna l'aspecte visual del plastificat. La resina d'impregnació i la cel·lulosa tenen aproximadament el mateix índex de refracció, la qual cosa significa que les fibres de cel·lulosa del paper apareixen com una ombra i només els colorants i els pigments són visibles. A causa d'això, el paper decoratiu requereix una neteja extrema i només es produeix en màquines de paper petites amb un gramatge de 50 a 150 g/ m² . El paper de sobreposició té un gramatge de 18 a 50 m2 i està fet de cel·lulosa pura, per tant ha d'estar fet de polpa ben des-lignificada. Es torna transparent després de la impregnació, deixant aparent l'aspecte del paper decoratiu. El paper kraft plastificat té un gramatge de 70-150 g/ m² i és un paper kraft suau i dens.

### Microelectrònica
La plastificació s'utilitza àmpliament en la producció de components electrònics com ès el cas de les cèl·lules solars fotovoltaiques.

## Tipus de pel·lícula
La pel·lícula de plàstic es classifica generalment en aquestes cinc categories:
- Pel·lícules de plastificació tèrmica estàndard
- Pel·lícules de plastificació tèrmica de baixa temperatura
- Pel·lícules plastificants termofixades (o assistides per calor)
- Pel·lícules sensibles a la pressió
- Plastificació líquida

## Plastificadores

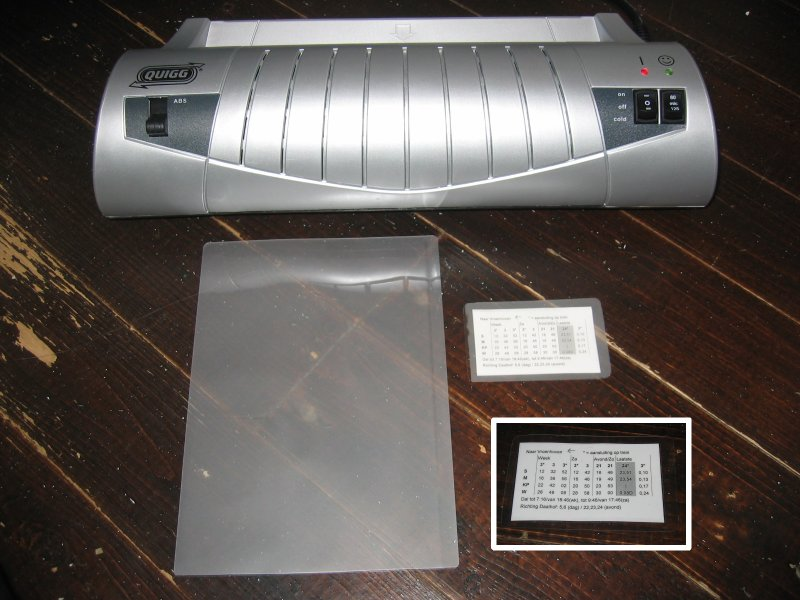
Una plastificadora de bosses amb dues bosses plastificades, llestes per ser plastificades; inserit, una targeta plastificada

Una plastificadora és un dispositiu que plastifica trossos o rotlles de paper o cartolina, habitual en oficines, escoles i llars.

### Bossa
Una plastificadora de bosses utilitza una bossa de plàstic que normalment està segellada per una vora. L'interior de la bossa de plastificació està recobert amb una pel·lícula activada per la calor que s'adhereix al producte que es plastifica a mesura que passa per la plastificadora. El costat del substrat del cartró conté un adhesiu activat per calor que uneix la impressió al substrat. Pot ser qualsevol dels diversos productes de cartró o una altra full de plastificat. La bossa que conté la impressió, el plastificat i el substrat es passa a través d'un conjunt de rodets escalfats sota pressió, garantint que totes les capes adhesives s'uneixin entre si.
Les plastificadores de pouch estan dissenyades per a un ús moderat a l'oficina o a casa. Per a projectes de plastificació continus i de gran volum, una plastificadora de rotllos funciona de manera més eficient.
Es poden comprar bosses amb diferents gruixos en micròmetres. Les màquines estàndard de llar o d'oficina normalment utilitzen bosses de 80–250 micròmetres, depenent de la qualitat de la màquina. Com més gruixuda sigui la bossa, més alt serà el cost. Les bosses també es poden mesurar en mil·lèsimes, que equival a una mil·lèsima de polzada. Els gruixos de bossa més comuns són 3, 5, 7 i 10 mil (76, 127, 178 i 254 μm).
Algunes bosses, com les bosses de papallona, es poden utilitzar amb una plastificadora de bosses per formar targetes d'identificació . Les bosses de papallona estan disponibles amb bandes magnètiques incrustades.
Moltes plastificadores de bosses requereixen l'ús d'un portador. Un portador sosté la bossa mentre es passa per la plastificadora. Això ajuda a evitar que la cola calenta, que part de la qual surt pels costats de les bosses durant el procés, enganxi els rodets. El portador evita que els rodets s'enganxin, cosa que ajuda a evitar que la bossa de plastificació s'embolici al voltant dels rodets dins de la plastificadora.
Moltes plastificadores més noves es poden utilitzar sense portador. Tanmateix, l'ús de portadors allargarà la vida útil de la plastificadora.

### Rotlle escalfat
Una plastificadora de rotllos escalfats utilitza rodets escalfats per fondre la cola extruïda sobre la pel·lícula de plastificació . Aquesta pel·lícula s'aplica al seu torn a un substrat com ara paper o cartró mitjançant rodets de pressió. El propòsit principal de la plastificació amb aquesta màquina és embellir o protegir documents o imatges impreses . Les plastificadores de rotllo escalfat poden variar en mida, des de plastificadores de mà o d'escriptori fins a màquines de mida industrial. Aquestes plastificadores industrials s'utilitzen principalment per a impressores o acabats d'impressió per a resultats d'alta quantitat/qualitat.
Aquestes plastificadores s'utilitzen per aplicar diferents gruixos de pel·lícula de plastificació sobre substrats com ara paper o teixits . El principal avantatge de l'ús de plastificadores de rotllos escalfats és la velocitat. Les plastificadores escalfades utilitzen rodets o sabates escalfades per fondre la cola que s'aplica a la pel·lícula de plastificació. El procés d'escalfar la cola abans d'aplicar la pel·lícula a un substrat permet una aplicació més ràpida de la pel·lícula. Els plastificats i adhesius utilitzats són generalment més econòmics de fabricar que els plastificats en fred, sovint fins a la meitat del cost, depenent de la comparació feta. Com que els materials no són adherents fins que no s'exposen a la calor, són molt més fàcils de manipular. La cola és sòlida a temperatura ambient, de manera que és menys probable que la plastificació d'aquest tipus es mogui o es deformi després de la seva aplicació que els plastificats activats per pressió, que depenen d'un fluid adhesiu altament viscós.
Les plastificadores de rotllos solen utilitzar dos rotllos per completar el procés de plastificació, amb un rotllo a la part superior i l'altre a la inferior. Aquests rotllos llisquen sobre barres metàl·liques, conegudes com a mandrils, que després es col·loquen a la màquina i s'alimenten a través d'ella. Als Estats Units, la mida de nucli més comuna que es troba en una pel·lícula de plastificació és d'una polzada (pel·lícula de 25 a 27 polzades d'amplada). Les plastificadores de format més gran utilitzen un nucli més gran, sovint 21⁄4 a 3 polzades de diàmetre. La pel·lícula normalment està disponible en gruixos d'1,5, 3, 5, 7 i 10 mil·límetres. Com més alt sigui el número, més gruixuda serà la pel·lícula. Una mil·lèsima part d'una polzada (0,001").
Les impressores o els acabats d'impressió sovint utilitzen plastificadores industrials de rotllo escalfat per plastificar coses com ara portades de llibres de butxaca, portades de revistes, pòsters, targetes i postals, aparadors a les botigues, així com altres aplicacions.

### Rotlle en fred
Les plastificadores en fred utilitzen una pel·lícula de plàstic recoberta amb un adhesiu i un suport brillant que no s'adhereix a la cola. Quan es retira el suport brillant, l'adhesiu queda exposat, que s'enganxa directament a l'element que cal plastificar. Aquest mètode, a part de tenir l'avantatge evident de no requerir equips cars, també és adequat per a aquells articles que es podrien danyar per la calor . Les plastificadores en fred van des de màquines simples de dos rodets amb manivela fins a màquines grans i complexes accionades per motor amb rodets d'alta precisió, pressió del rodet ajustable i altres característiques avançades.
La plastificació en fred va augmentar en popularitat amb l'auge de les impressores de raig de tinta de gran format, que sovint utilitzaven tintes i papers incompatibles amb la plastificació en calent. Un gran percentatge del plastificat en fred per a ús en la indústria de la impressió és PVC, tot i que hi ha una àmplia gamma d'altres materials disponibles. Els processos de plastificació en fred també s'utilitzen fora de la indústria de la impressió, per exemple, recobrint làmines de vidre o acer inoxidable amb pel·lícules protectores.
Les plastificadores de rotlle en fred també s'utilitzen per col·locar pel·lícules adhesives en la indústria de la fabricació de rètols, per exemple, per muntar una impressió gran sobre un cartró. Un operador experimentat pot aplicar una làmina adhesiva gran en una fracció del temps que triga a fer-ho manualment.

## Laminació plàstica

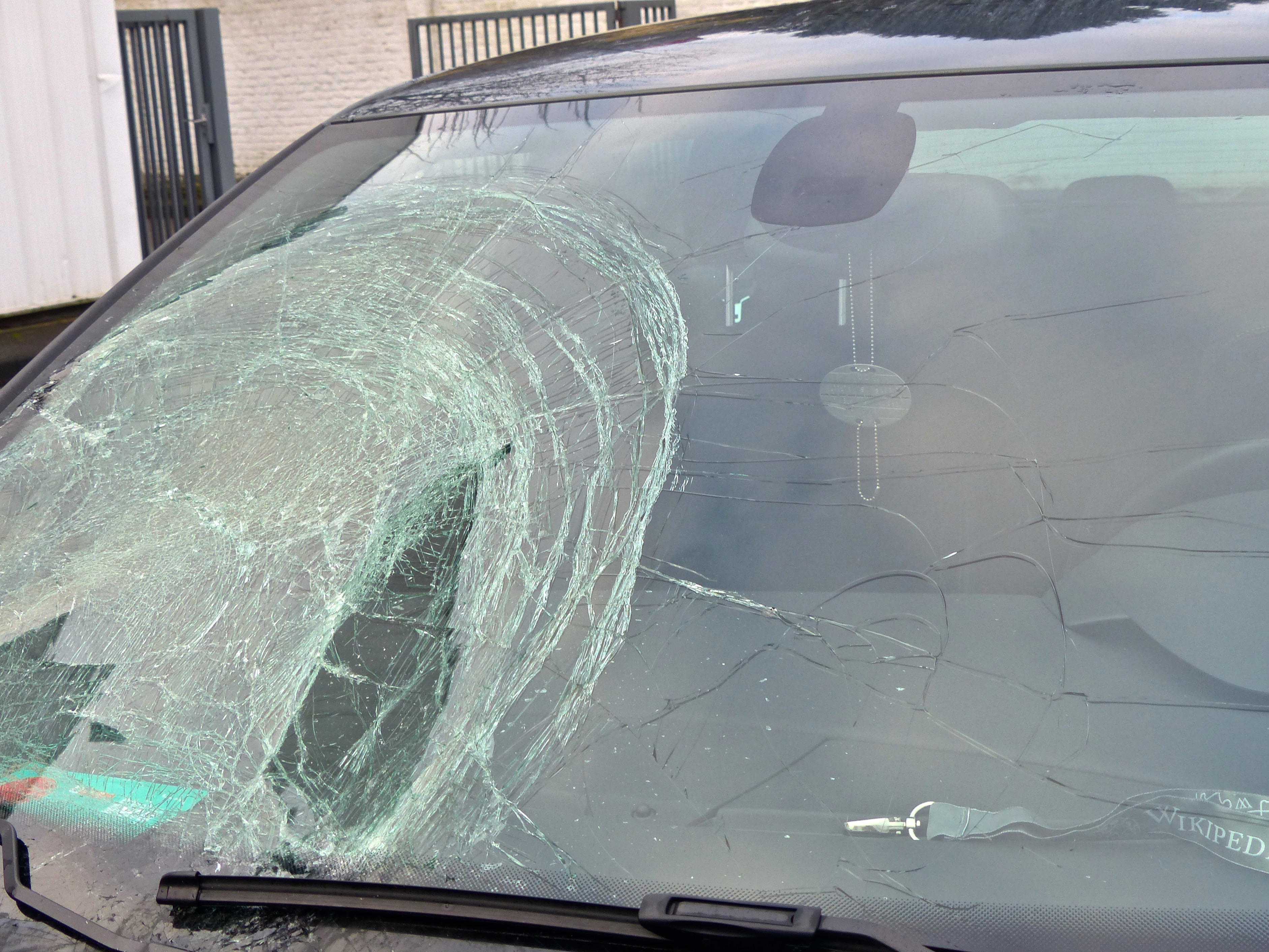
Un parabrises "laminat" trencat manté els fragments al seu lloc

La laminació plàstica, és la tècnica/procés de fabricació d'un material amb múltiples capes, de manera que el material compost aconsegueixi una millor resistència, estabilitat, aïllament acústic, aparença o altres propietats gràcies a l'ús de diferents materials, entre altres algun tipus de plàstic. Un objecte laminat amb laminació plàstica, és un objecte o material assemblat en capes mitjançant calor, pressió, soldadura o adhesius. Per a la seva execució, s'empren diverses màquines de recobriment, premses i equips de calandrat.
En aquests tres casos laminació plàstica és un terme ampli que engloba capes de qualsevol material, no només plàstic:
- Vidre: La laminació plàstica de vidre (per exemple, vidre de seguretat) sol implicar una capa intermèdia de PVB (polivinil butiral), que és un tipus de plàstic. Així i tot, la terminologia comuna podria ser "laminació plàstica de vidre" o "vidre laminat" en lloc de "plastificació de vidre", perquè l'èmfasi recau en el producte de vidre en si.
- Fusta: La laminació plàstica de fusta sovint implica unir diverses capes de fusta o compostos de fusta amb adhesius (per exemple, contraxapat, bigues de fusta laminada encolada). Encara que alguns adhesius són de base polimèrica, no sol denominar-se "plastificació". "Laminació plàstica de fusta" o "fusta laminada" és més precís.
- Metall: La laminació plàstica de metalls (per exemple, tires bimetàl·liques, metalls revestits) implica la unió de diferents capes metàl·liques. Això no té res a veure amb el plàstic, per la qual cosa "plastificació" no seria apropiat. "Laminació plàstica de metalls" és el terme correcte.

### Vidre
La pel·lícula de plàstic es pot utilitzar per laminar qualsevol costat d'una làmina de vidre. Els parabrises dels vehicles es fabriquen habitualment com a compostos creats laminant una pel·lícula de plàstic resistent entre dues capes de vidre. Això serveix per evitar que es desprenguin fragments de vidre del parabrisa en cas que es trenqui.

### Fusta

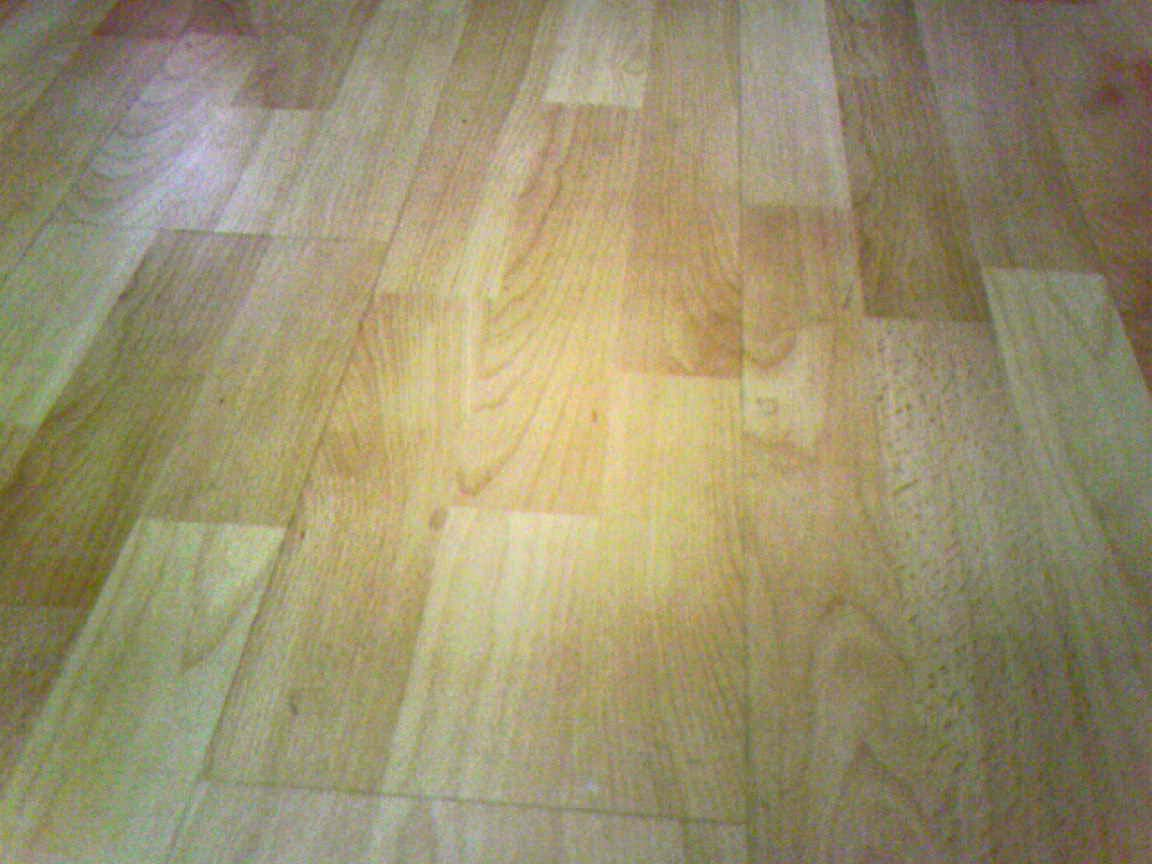
Parquet laminat

El contraplacat és un exemple comú d'un laminat que utilitza el mateix material a cada capa combinat amb un adhesiu. La fusta dimensional encolada i laminada s'utilitza en la indústria de la construcció per fabricar bigues ( fusta laminada encolada o Glulam ), en mides més grans i resistents que les que es poden obtenir a partir de peces individuals de fusta. Una altra raó per laminar llistons de fusta en bigues és el control de qualitat, ja que amb aquest mètode es poden inspeccionar tots i cadascun dels llistons abans que es converteixin en part d'un component altament tensat.
Exemples de materials laminats inclouen superfícies de taulell amb adhesiu de melamina i contraplacat. Els laminats decoratius i alguns components moderns de fusteria es produeixen amb papers decoratius amb una capa de superposició a sobre del paper decoratiu, fixada abans de premsar-los amb termoprocessament en laminats decoratius d'alta pressió (HPDL). Un nou tipus de HPDL es produeix utilitzant xapa de fusta real o xapa multilaminar com a superfície superior.Els laminats d'alta pressió consisteixen en laminats "modelats i curats a pressions no inferiors a 1.000 lliures per polzada quadrada (70 kg per cm2 ) i més comunament en el rang de 1.200 a 2.000 lliures per polzada quadrada (de 84 a 140) kg per cm2 ).  Mentrestant, el laminat de baixa pressió es defineix com "un laminat de plàstic modelat i curat a pressions en general de 400 lliures per polzada quadrada (aproximadament 27 atmosferes o 2,8 × 106 pascals).

### Metall
Els equips elèctrics com ara transformadors i motors solen utilitzar recobriments laminats d'acer elèctric per formar el nucli de les bobines que s'utilitzen per produir camps magnètics . La plastificació fina redueix la pèrdua de potència deguda als corrents de Foucault . El laminat de fibra metàl·lica és un exemple de metall prim laminat per làmines reforçades amb fibra de vidre i encolades amb epoxi.